# Wasilków
Wasilkówⓘ é um município no nordeste da Polônia. Pertence à voivodia da Podláquia, no condado de Białystok e na aglomeração de Białystok. É a sede da comuna urbano-rural de Wasilków.
Estende-se por uma área de 28,3 km², com 12 790 habitantes, segundo o censo de 31 de dezembro de 2024, com uma densidade populacional de 453 hab./km².

## Localização
Wasilków está localizado na parte centro-leste da voivodia da Podláquia, no vale do rio Supraśl, pela estrada nacional n.º 19. Fica a 3 km de Białystok, a 14 km de Czarna Białostocka e a 32 km de Sokółka.
A cidade real estava situada no final do século XVIII no condado de Grodno, da voivodia de Troki. Nos anos 1975–1998 a cidade pertenceu administrativamente à voivodia de Białystok.

## História

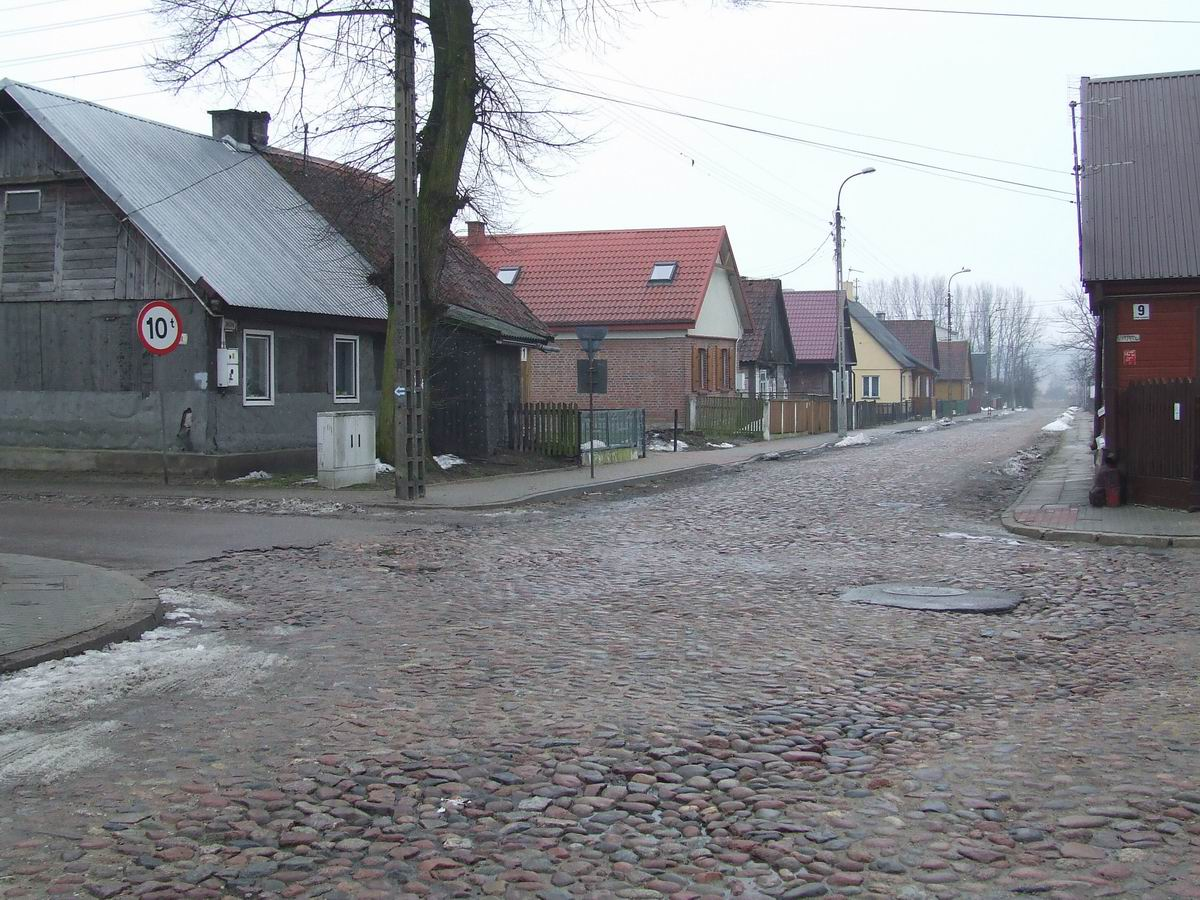
Rua Dworna

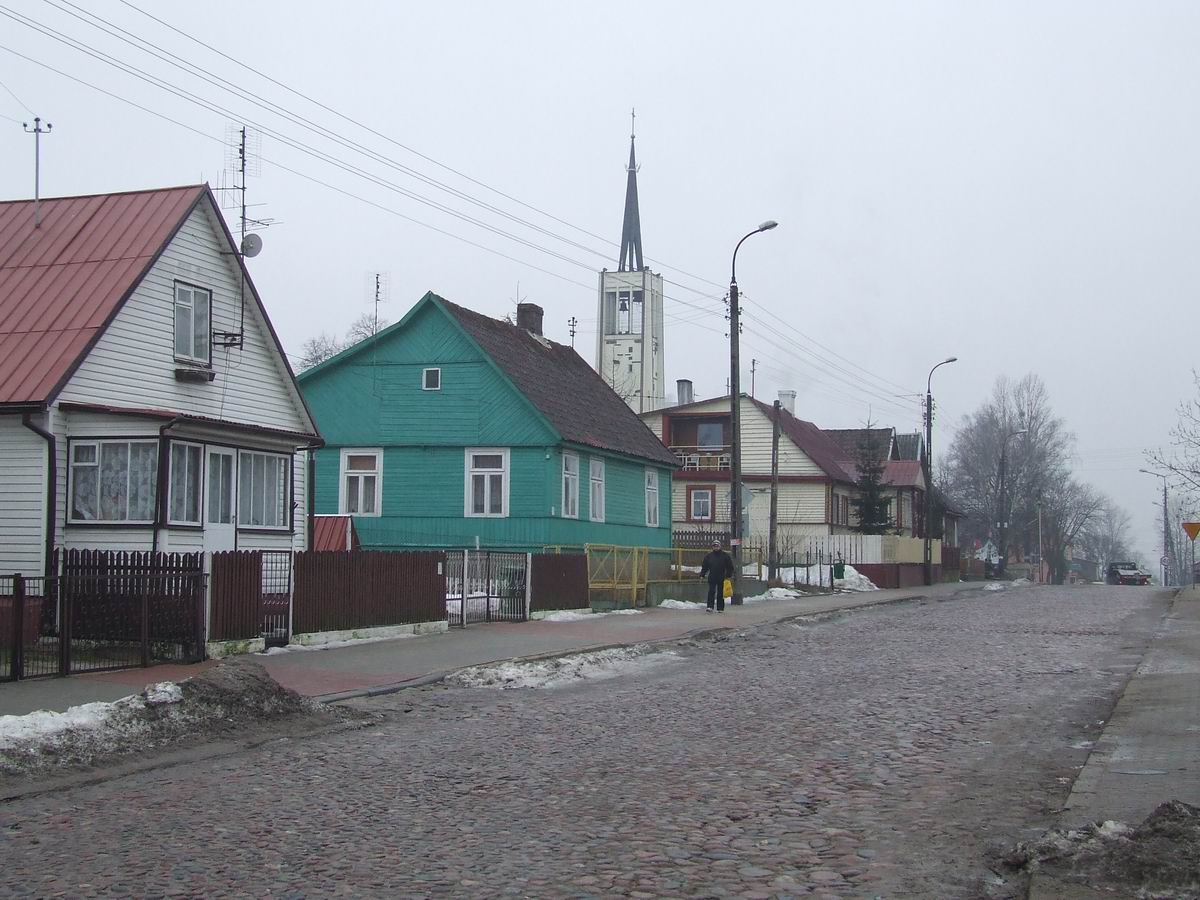
Rua Rynek Kilińskiego

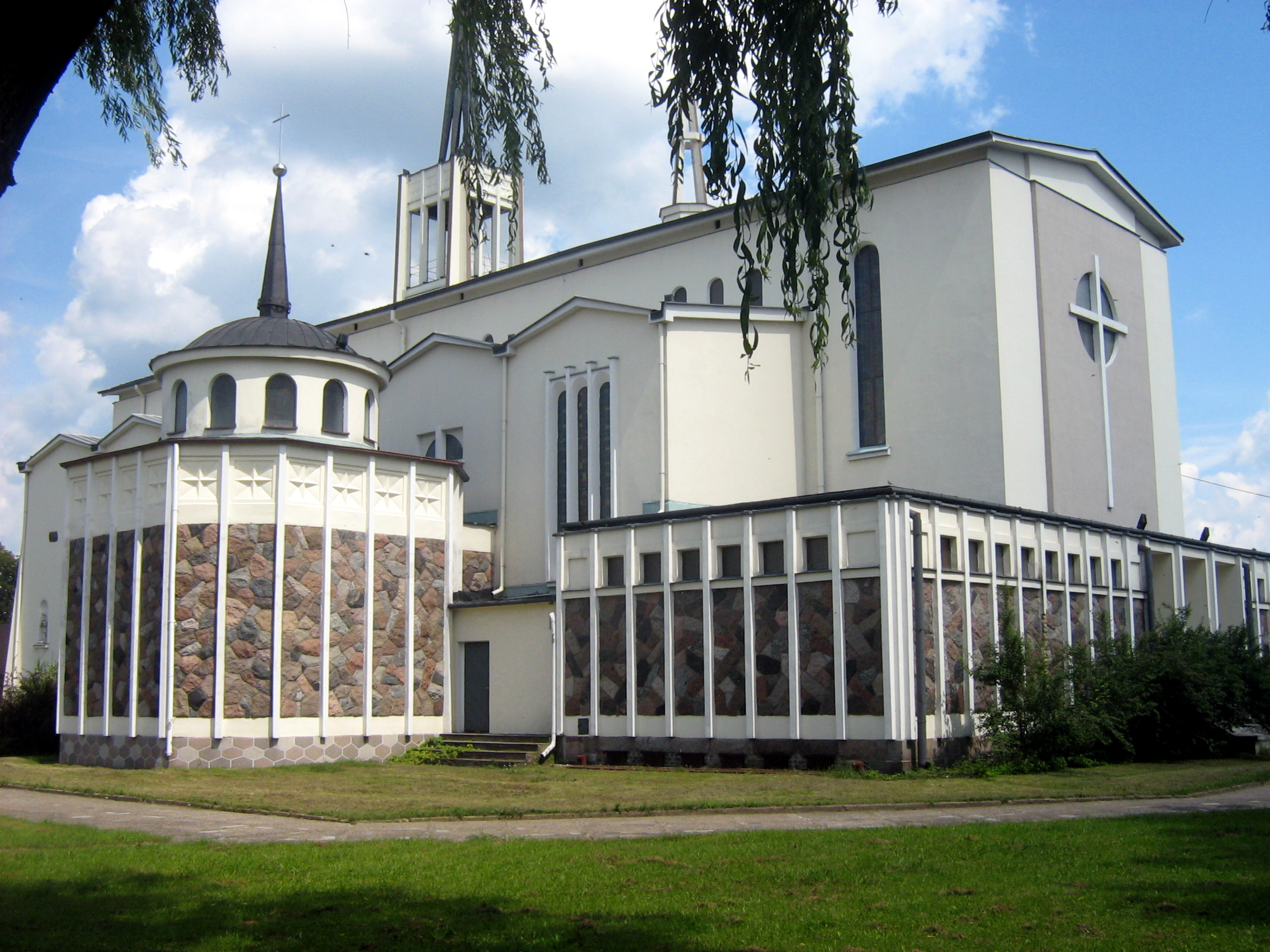
Igreja da Bem-Aventurada Virgem Maria, Mãe de Misericórdia

Pesquisas arqueológicas mostram que os primeiros colonos em Wasilków apareceram no Mesolítico. O primeiro assentamento ocorreu aqui nos séculos XIII e XIV. Depois de 1509, a área a oeste do rio Sokołdka foi colonizada por Mikołaj Radziwiłł, que construiu uma mansão à beira do rio. A partir de 1512, a propriedade de Samuel Lenc Samotyi (hoje Leńce) se estendia a oeste dela. Logo depois, o local na foz do Sokołdka, onde os estábulos reais estavam anteriormente localizados, Radziwiłł entregou a propriedade ao chefe de Dobrzyniew, Łukasz Kurzeniecki, que em 1536 derrubou algumas árvores lá para a formação de um campo “sob os cardos de Vasilkov”. A cidade foi fundada por ordem de Sigismundo II Augusto em 1566, e em 8 de dezembro de 1566 recebeu os direitos de cidade. O starosta era Hiob Praÿetfuess, arquiteto da corte do rei Sigismundo I, o Velho. A partir de então, os habitantes deveriam julgar e governar a si conforme a lei de Magdeburgo. Também foi concedido à cidade um brasão, com o qual ela podia selar documentos, e o direito de cobrar taxas alfandegárias e pedágios. A cidade foi fundada em um lugar anteriormente desabitado, colonizada por pessoas de Goniądz, Tykocin e Białystok. Dois dias depois, foi criada uma paróquia. Em 1566 uma igreja ortodoxa de madeira foi erguida em Wasilków, e em 1567 a primeira igreja católica (também de madeira) foi construída ali. Em 1576 Łukasz Górnicki tornou-se o starosta.
Em 1782, torna-se uma cidade real.
Em meados do século XVII, a cidade tinha uma população de cerca de 500 habitantes. Antes da primeira partição da Polônia, Wasilków era habitada por 1 500 pessoas, incluindo cerca de 100 uniatas e 150 judeus. Após a Terceira Partição em 1795, Wasilków foi incorporada à Prússia e em 1807 à partição russa.
Em 1880, Wasilków tinha 3 880 habitantes. Em 5 de maio de 1895, um incêndio consumiu metade da cidade. No final do século XIX, Wasilków tinha 3 918 habitantes, metade dos quais eram católicos. A cidade voltou para a Segunda República Polonesa após recuperar a independência em 1918. Em 1921, a população era de 3 903 habitantes. Havia uma igreja católica, uma igreja ortodoxa e uma sinagoga. Em 1929 existiam fábricas de tecidos, moinhos e serrarias.
A sinagoga na rua Wojtachowska foi fundada em meados do século XVIII. Era um prédio de tijolos. Em 1941, os alemães incendiaram a sinagoga.
Em 1939, a população era de 5 174 habitantes.
Em 16 de setembro de 1939, Wasilków foi atacada pelo exército alemão, uma semana depois entrou o Exército Vermelho. Em agosto de 1941, os alemães estabeleceram um gueto para a população judaica, no qual mais de 1 000 pessoas foram mantidas. O gueto foi liquidado em 2 de novembro de 1942. Os judeus foram transportados para um campo de trânsito em Białystok, e de lá para o campo de extermínio em Treblinka.
Como resultado da guerra, Wasilków foi destruída em cerca de 20%, e o número de habitantes era de 3 948 pessoas.

## Demografia
Conforme os dados do Escritório Central de Estatística da Polônia (GUS) de 31 de dezembro de 2024, Wasilków é uma cidade pequena com uma população de 12 790 habitantes (12.º lugar na voivodia da Podláquia e 329.º na Polônia), tem uma área de 28,3 km² (11.º lugar na voivodia da Podláquia e 197.º lugar na Polônia) e uma densidade populacional de 453 hab./km² (19.º lugar na voivodia da Podláquia e 622.º lugar na Polônia). Nos anos 2002–2024, o número de habitantes aumentou 49,4%.
Os habitantes de Wasilków constituem cerca de 8,06% da população do condado de Białystok, constituindo 1,13% da população da voivodia da Podláquia.
| Descrição                         | Total      | Total    | Mulheres   | Mulheres | Homens     | Homens   |
| --------------------------------- | ---------- | -------- | ---------- | -------- | ---------- | -------- |
| unidade                           | habitantes | %        | habitantes | %        | habitantes | %        |
| população                         | 12 790     | 100      | 6 584      | 51,5     | 6 206      | 48,5     |
| superfície                        | 28,3 km²   | 28,3 km² | 28,3 km²   | 28,3 km² | 28,3 km²   | 28,3 km² |
| densidade populacional (hab./km²) | 453        | 453      | 233,3      | 233,3    | 219,7      | 219,7    |

Segundo o Censo Geral de 1921, a cidade era habitada por 3 903 pessoas, incluindo 2 469 católicos, 481 ortodoxos, 3 evangélicos e 950 judeus. Ao mesmo tempo, 3 348 habitantes declararam nacionalidade polonesa, 23 bielorrussos, 514 judeus, 17 russos e um tcheco. Havia 713 edifícios residenciais.
Consoante os dados do Escritório Central de Estatística da Polônia de 30 de junho de 2012, a cidade tinha 10 306 habitantes.

## Monumentos históricos

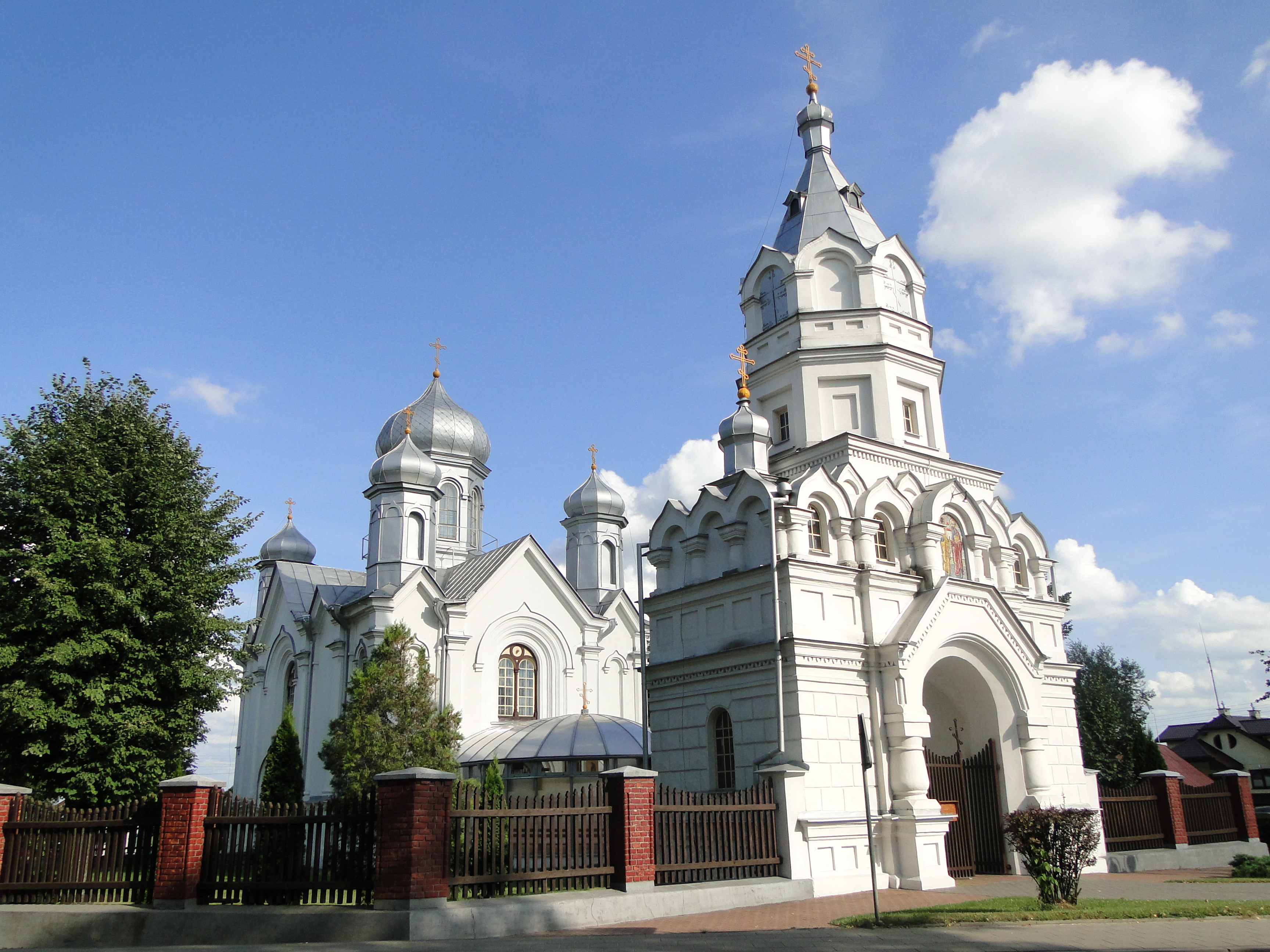
Igreja ortodoxa de São Pedro e São Paulo

- O traçado renascentista da cidade — o monumento mais antigo e valioso da cidade, projetado como parte da reforma agrícola no território do Grão-Ducado da Lituânia.
- Igreja paroquial da Transfiguração do Senhor.[17]
- Igreja de Nossa Senhora Mãe da Misericórdia[18]
- Igreja ortodoxa dos Santos Pedro e Paulo (paróquia).[19]
- Santuário de Nossa Senhora das Dores em Święta Woda[20]
- Cemitério católico do final do século XIX.[21]
- Cemitério judaico na rua Słowackiego da segunda metade do século XIX (havia dois cemitérios judaicos em Wasilków — na rua Polna e na rua Supraślska — que foram destruídos durante a guerra e não são considerados monumentos históricos).[22]

## Cultura e lazer

### Instituições culturais
- Centro Municipal de Animação Cultural, rua Żurawia 13,[23]
- Biblioteca Pública Municipal Prof. Halina Krukowska, rua Białostocka 19.[24]

### Museus

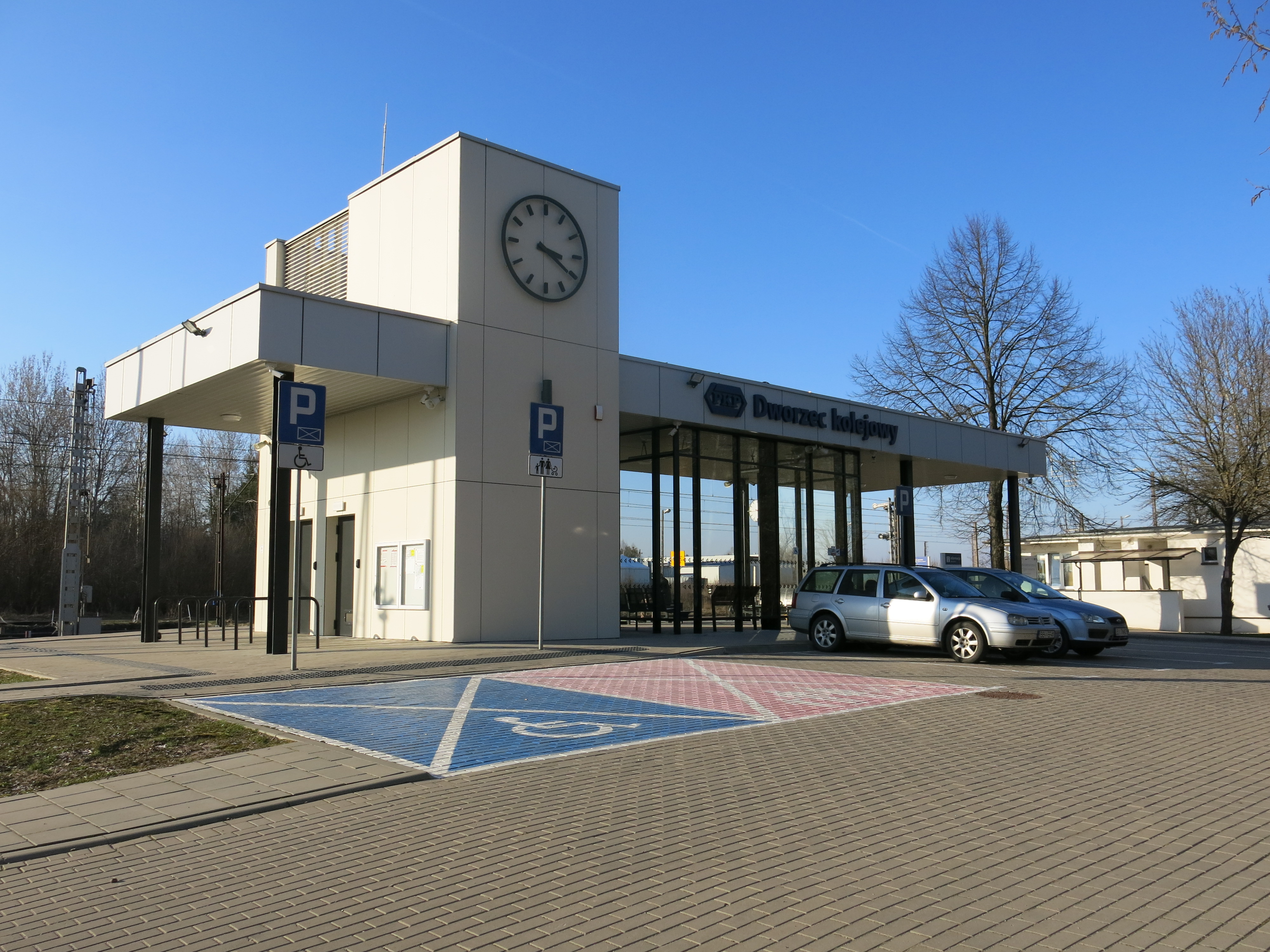
Estação ferroviária de Wasilków

- Museu da Cultura Popular da Podláquia, um museu a céu aberto, colecionando monumentos de arquitetura de madeira e coleções etnográficas das regiões de Białystok, Łomża e Suwałki. Foi fundado como resultado da fusão do Museu da Aldeia de Białystok e do Departamento de Etnografia do Museu da Podláquia, anteriormente uma filial do Museu.[25]
- Museu da História da Terra (Parque Jurássico dos Dinossauros)[26]

### Locais de lazer na região
- Reserva em Wasilków, rua Jurowiecka 37: praia vigiada, campo de vôlei, playground, área com pequenos restaurantes,
- Praia não vigiada na rua Nadrzeczna: jardim hortiterapêutico, praia,
- Promontório na rua Białostocka: local de muitos eventos culturais, parque infantil, bancos, local para alimentar patos,
- Praia sem vigilância na rua Dworna,
- Abrigo para piqueniques na Dolina Cisów, rua Białostocka: abrigo para piqueniques, mesas de xadrez, local para churrasco,
- Estádio Municipal na rua Supraślska 21: estádio, quadras de tênis, academia ao ar livre, playground,
- Praça Młodych Lisków, na rua Krucza: playground, academia ao ar livre.[27]

Desde 2023, existem três estações do sistema municipal de aluguel de bicicletas BiKeR. O sistema abrange os municípios de Wasilków, Choroszcz, Juchnowiec Kościelny, Supraśl e a cidade de Białystok.

## Transporte
A estrada nacional n.º 19, que passa por Wasilków pela via-férrea, liga a fronteira com a Bielorrússia em Kuźnica a Białystok e Rzeszów.
Na cidade, junto à linha ferroviária n.º 6 Zielonka – Kuźnica Białostocka, encontra-se a estação ferroviária de Wasilków. Em 12 de maio de 2022, uma nova estação ferroviária foi inaugurada em Wasilków. O edifício foi construído na fórmula do chamado estação de sistema inovador, alimentado e aquecido por energia de painéis solares fotovoltaicos. A nova instalação é uma típica estação de pequena aglomeração, caracterizada por uma forma arquitetônica moderna e minimalista, com uma torre do relógio de oito metros dominando.

## Esportes
Em 1946, o atual clube esportivo KS Wasilków foi fundado na cidade, que em sua história também apareceu sob os nomes: Łoś, Włókniarz, MZKS, KP (Futebol Clube) Wasilków.